# 山田北インターチェンジ
山田北インターチェンジ（やまだきたインターチェンジ）は、岩手県下閉伊郡山田町にある三陸沿岸道路（山田宮古道路）のインターチェンジである。
当ICは釜石方面との接続のみで、宮古方面への出入りはできないが、本ICをフル化する事業が行われている。

## 歴史
- 2017年（平成29年）11月19日 - 山田IC - 宮古南IC間 開通に伴い、供用開始[3]。
- 2022年（令和4年） - 山田改良として宮古方面ランプ整備事業が事業化[1]。

## 道路

### 本線
- E45 三陸沿岸道路（山田宮古道路・47番）

### 接続する道路
- 直接接続
  - 岩手県道290号宮古山田線
- 間接接続
  - 国道45号（県道290号経由）

## 料金所
無料区間のため、設置されていない。

## 周辺
- 三陸鉄道リアス線 豊間根駅

## 形状
ランプウェイは片方向ダイヤモンド型である。

## 隣
E45 三陸沿岸道路（山田宮古道路）
(46) 山田IC - (47) 山田北IC  - 津軽石PA - (48) 宮古南IC
- 当ICから宮古方面は利用できない。